# Wei Qiuyue
Wei Qiuyue (chiń. 魏秋月; pinyin Wèi Qiūyuè; ur. 26 września 1988 r. w Pekinie) – chińska siatkarka grająca na pozycji rozgrywającej. Obecnie występuje w drużynie Tianjin Bridgestone.

## Sukcesy klubowe
Mistrzostwo Chin:
- 2004, 2005, 2007, 2008, 2009, 2010, 2011, 2013, 2016
- 2006
- 2012, 2017

Mistrzostwo Azerbejdżanu:
- 2014

## Sukcesy reprezentacyjne
Volley Masters Montreux:
- 2007, 2010, 2016

Grand Prix:
- 2007

Mistrzostwa Azji:
- 2011
- 2007, 2009

Puchar Azji:
- 2008, 2010

Igrzyska Olimpijskie:
- 2016
- 2008

Igrzyska Azjatyckie:
- 2010

Puchar Świata:
- 2015
- 2011

Mistrzostwa Świata:
- 2014

## Nagrody indywidualne
- 2007: Najlepsza rozgrywająca turnieju Volley Masters Montreux
- 2007: Najlepsza rozgrywająca Grand Prix
- 2008: MVP Pucharu Azji
- 2010: Najlepsza rozgrywająca turnieju Volley Masters Montreux
- 2010: Najlepsza rozgrywająca Mistrzostw Świata
- 2011: Najlepsza rozgrywająca Mistrzostw Azji